# 老人增二
船尾座ν，又名CD-43 2576，HD 47670、SAO 218071、HR 2451，是船尾座的一颗恒星，视星等为3.17，位于銀經251.94，銀緯-20.54，其B1900.0坐标为赤經6h 34m 42s，赤緯-43° -20.54′ 29″。